# Réseau interurbain de l'Orne
Le réseau interurbain de l'Orne, anciennement Cap'Orne, désigne les lignes d'autocars interurbains du département de l'Orne.
Dans le cadre de la loi NOTRe, les régions ont récupéré la compétence transport aux départements. Depuis le 1er janvier 2020, ces lignes font partie du réseau régional unique Nomad.

## Histoire

Ancien logo Cap'Orne.

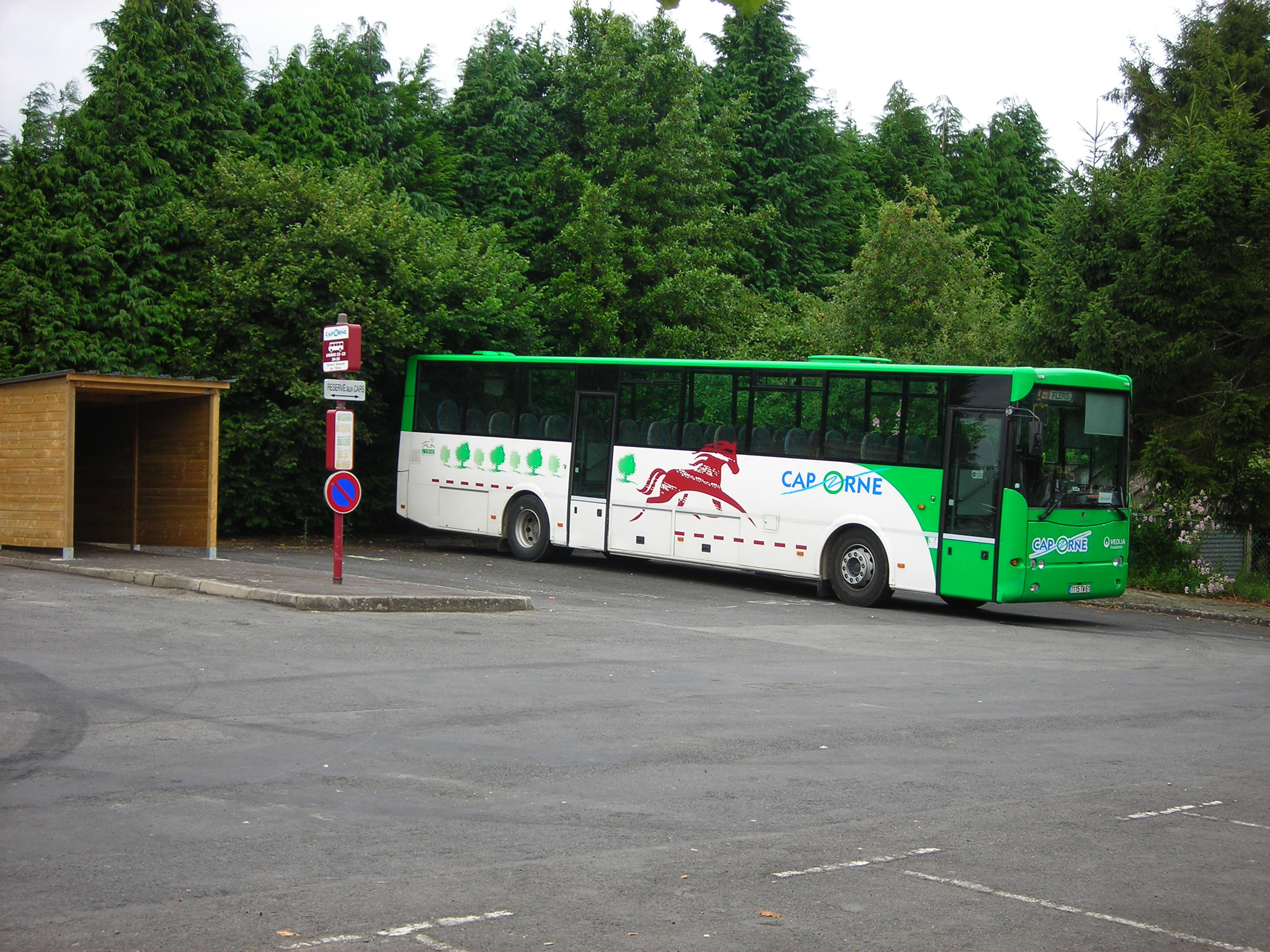
Autocar aux couleurs cap'orne

Les lignes sont renumérotées le 1er septembre 2022.

## Le réseau
| N°  | Relations                                                                    |
| --- | ---------------------------------------------------------------------------- |
| 401 | Putanges-le-Lac ↔ Briouze ↔ Flers                                            |
| 402 | Tinchebray-Bocage ↔ Landisacq ↔ Flers                                        |
| 403 | Alençon ↔ Bagnoles de l'Orne Normandie ↔ La Ferté-Macé ↔ Flers               |
| 404 | La Ferté-Macé ↔ Carrouges ↔ Alençon                                          |
| 405 | Domfront-en-Poiraie ↔ Champsecret ↔ La Ferté-Macé                            |
| 406 | Lonlay-l'Abbaye ↔ Domfront-en-Poiraie ↔ Saint-Bômer-les-Forges ↔ Flers       |
| 407 | Bagnoles de l'Orne Normandie ↔ La Ferté-Macé ↔ Argentan                      |
| 408 | Falaise ↔ Argentan                                                           |
| 409 | Vimoutiers ↔ Gacé ↔ Alençon                                                  |
| 410 | Vimoutiers ↔ Trun ↔ Argentan                                                 |
| 411 | Gacé ↔ Argentan                                                              |
| 412 | Gacé ↔ Sainte-Gauburge-Sainte-Colombe ↔ L'Aigle                              |
| 413 | Vimoutiers ↔ L'Aigle                                                         |
| 414 | Mortagne-au-Perche ↔ Tourouvre ↔ L'Aigle                                     |
| 415 | L'Aigle ↔ Moulins-la-Marche ↔ Alençon                                        |
| 416 | Saint-Maurice-les-Charencey ↔ L'Aigle                                        |
| 417 | Nogent-le-Rotrou ↔ Mortagne-au-Perche ↔ Alençon                              |
| 418 | Nogent-le-Rotrou ↔ Mamers ↔ Alençon                                          |
| 419 | Ceton ↔ Val-au-Perche ↔ Bellême ↔ Mortagne-au-Perche                         |
| 420 | Igé ↔ Belforêt-en-Perche ↔ Bellême                                           |
| 421 | Bellême ↔ Saint-Martin-du-Vieux-Bellême ↔ Belforêt-en-Perche ↔ Suré ↔ Mamers |
| 422 | Mortagne-au-Perche ↔ Longny-les-Villages ↔ La Loupe                          |
| 423 | Bagnoles de l'Orne Normandie ↔ Briouze                                       |

## Matériel roulant
Le réseau est doté de véhicules de marque Iveco Bus et Fast Concept Car.

### Iveco Bus
- Iveco Bus Crossway

### Fast Concept Car
- Fast Concept Car Scooler 3